# Firefox Nightly
Firefox Nightly, anteriormente denominado Minefield, es la versión en desarrollo (de actualizaciones diarias) del popular navegador web de código abierto Mozilla Firefox, de la fundación Mozilla, donde este reemplaza al nombre principal Mozilla Firefox indicando que la versión está en fase de prueba y en constantes cambios respecto a la versión final oficial de Firefox. Cabe indicar que ambas versiones son idénticas, solo que Nightly se actualiza diariamente, mientras que Firefox se actualiza en cada versión final nueva que haya. 
Esta marca fue empleada desde la primera versión inicial de la versión 3.0 de Firefox (Firefox 3.0 a1pre, proyecto "Gran paradiso"), y es utilizada hasta la actualidad.

## Características

### Compatibilidad con estándares web
En el test de W3C-Acid3 regido a determinar el cumplimiento de los estándares web para el rendimiento y visualización de páginas web, la versión "12.0a1" logra pasar satisfactoriamente tanto el test de Acid2 como el de Acid3, este último con 100 de las 100 pruebas de forma satisfactoria.

### Velocidad de Javascript - Test Sunspider
En la versión "7.0 a1" logra tener un aproximado de 700 ms totales de tiempo de carga instalado en Windows XP, pero instalado en Windows 7 logra pasar con 564 ms aproximadamente. En la versión 12.0a1 de 64 bits el tiempo de carga es de 215.7ms aproximadamente. Cabe destacar que puede variar la información de este test en torno a un hardware más sofisticado. Cabe destacar que este tiempo depende además del hardware instalado en la pc, mas no de la velocidad de conexión de internet (comprobado).

### Nueva interfaz
La nueva interfaz gráfica de Firefox muestra un nuevo, fresco y agradable diseño para todo usuario. Entre los cambios notorios fueron: redondeamiento de los bordes de los cuadros de las barras de direcciones y de búsqueda, remarcado más notorio de los botones (atrás, adelante, recargar, inicio), agregado un degradado oscuro en la parte inferior del color de fondo de las barras principales. También se ha incluido al famoso efecto "vidrio" en la interfaz.

### Panorama
Gracias a Panorama, podremos generar grupos de pestañas para evitar tenerlas todas presentes en el navegador y saturar la barra con docenas de páginas web abiertas. Sacrificamos algo de tiempo, pero ganamos mucho más enfoque en las tareas que estamos haciendo. Además, ya hay una serie de extensiones en fase de desarrollo que dotarán de aún más características a esta nueva función.

## Versión actual de "Firefox Nightly"
- Firefox 139.0a1 - 08/04/2025 - Nombre clave: Nightly. https://www.mozilla.org/en-US/firefox/nightly/notes/

## Evaluar el programa
Última versión de Firefox Nightly: 
En inglés en-US:
http://ftp.mozilla.org/pub/mozilla.org/firefox/nightly/latest-mozilla-central/
En español es-MX, es-ES, es-AR, es-CL, etc selecciona tu favorito: 

Sistema Operativo y Arquitectura:
Windows 64-bit 

macOS

Linux 64-bit

Windows 32-bit

Linux 32-bit

https://www.mozilla.org/es-ES/firefox/nightly/all/ 
- Datos: Q56316099